# Innertkirchen
Innertkirchen – gmina (niem. Einwohnergemeinde) w Szwajcarii, w kantonie Berno, w regionie administracyjnym Oberland, w okręgu Interlaken-Oberhasli. 1 stycznia 2014 do gminy przyłączono gminę Gadmen.

## Demografia
W Innertkirchen mieszka 1069 osób. W 2020 roku 8,8% populacji gminy stanowiły osoby urodzone poza Szwajcarią.

## Transport
Przez teren gminy przebiegają drogi główne nr 6 i nr 11.